# Bahnstrecke Cadenazzo–Luino
| RABe 524 der SBB als S30 bei San Nazzaro |                                               |                                       |                                       |
| |                                               |                                       |                                       |
| Streckennummer (BAV): | 631 (Cadenazzo–Ranzo-S. Abbondio Grenze CH/I) |                                       |                                       |
| Fahrplanfeld: | 633                                           |                                       |                                       |
| Kursbuchstrecke (IT): | 160                                           |                                       |                                       |
| Streckenlänge: | 31,24 km                                      |                                       |                                       |
| Spurweite: | 1435 mm (Normalspur)                          |                                       |                                       |
| Stromsystem: | 15 kV, 16,7 Hz ~                              |                                       |                                       |
| Maximale Neigung: | 10 ‰                                          |                                       |                                       |
| Streckengeschwindigkeit: | 125 km/h                                      |                                       |                                       |
| Zweigleisigkeit: | Cadenazzo Ovest–Quartino                      |                                       |                                       |
| |                                               |                                       |                                       |
| Streckenverlauf |                                               |                                       |                                       |
| \| \| \| SBB von Bellinzona S 20 \| 230 m ü. M. \| \| \| 154,04 \| Giubiasco Unterwerk \| Giubiasco Unterwerk \| \| \| \| SBB nach/von Lugano \| \| \| \| 159,48 \| Cadenazzo Endpunkt S 30 \| 208 m ü. M. \| \| \| \| Cadenazzo Ovest Autotransformator \| 203 m ü. M. \| \| \| \| nach Locarno S 20 \| \| \| \| 163,96 \| Quartino \| 202 m ü. M. \| \| \| 166,96 \| Magadino-Vira \| 215 m ü. M. \| \| \| \| Vira (68 m) \| \| \| \| 170,54 \| S. Nazzaro \| 211 m ü. M. \| \| \| 172,83 \| Gerra (Gambarogno) \| 222 m ü. M. \| \| \| 173,69 \| Ranzo-S. Abbondio Autotransf. \| 220 m ü. M. \| \| \| 175,8765,57 \| Staatsgrenze Schweiz–Italien \| Staatsgrenze Schweiz–Italien \| \| \| \| Pino (359 m) \| \| \| \| 63,70 \| Pino-Tronzano \| 220 m s.l.m. \| \| \| \| Ronco Scigolino (411 m) \| \| \| \| \| Ronco Valgrande (23 m) \| \| \| \| \| Maccagno superiore (711 m) \| \| \| \| 56,70 \| Maccagno \| 218 m s.l.m. \| \| \| \| Maccagno inferiore (646 m) \| \| \| \| \| Rio Rizzolo (132 m) \| \| \| \| \| Colmagna (412 m) \| \| \| \| \| Colmegna (seit 1983)[1] \| 213 m s.l.m. \| \| \| \| Sabbioncella (507 m) \| \| \| \| \| Asino (88 m) \| \| \| \| \| Luino (686 m) \| \| \| \| 50,72 \| Luino Autotransformator \| 203 m s.l.m. \| \| \| \| FS nach Mailand und nach Oleggio S 30 \| \| |                                               |                                       |                                       |
| |                                               | SBB von Bellinzona S 20               | 230 m ü. M.                           |
| Betriebs-/Güterbahnhof Streckenanfang, Streckenende, links, links und geradeaus oben | 154,04                                        | Giubiasco Unterwerk                   | Giubiasco Unterwerk                   |
| Strecke nach links und nach links |                                               | SBB nach/von Lugano                   | SBB nach/von Lugano                   |
| Strecke nach links und nach links | 159,48                                        | Cadenazzo Endpunkt S 30               | 208 m ü. M.                           |
| Dienststation / Betriebs- oder Güterbahnhof · Blockstelle Streckenende, links, links und geradeaus oben |                                               | Cadenazzo Ovest Autotransformator     | 203 m ü. M.                           |
| Abzweig geradeaus und nach rechts · Strecke nach links und nach links |                                               | nach Locarno S 20                     | nach Locarno S 20                     |
| Haltepunkt / Haltestelle · Strecke nach links und nach links | 163,96                                        | Quartino                              | 202 m ü. M.                           |
| Bahnhof · Strecke nach links und nach links | 166,96                                        | Magadino-Vira                         | 215 m ü. M.                           |
| Brücke · Strecke nach links und nach links |                                               | Vira (68 m)                           | Vira (68 m)                           |
| Bahnhof · Strecke nach links und nach links | 170,54                                        | S. Nazzaro                            | 211 m ü. M.                           |
| Haltepunkt / Haltestelle · Strecke nach links und nach links | 172,83                                        | Gerra (Gambarogno)                    | 222 m ü. M.                           |
| Haltepunkt / Haltestelle · Blockstelle Streckenende, links, links und geradeaus oben | 173,69                                        | Ranzo-S. Abbondio Autotransf.         | 220 m ü. M.                           |
| Grenze · Strecke nach links und nach links | 175,8765,57                                   | Staatsgrenze Schweiz–Italien          | Staatsgrenze Schweiz–Italien          |
| Tunnel · Strecke nach links und nach links |                                               | Pino (359 m)                          | Pino (359 m)                          |
| Bahnhof · Strecke nach links und nach links | 63,70                                         | Pino-Tronzano                         | 220 m s.l.m.                          |
| Tunnel · Strecke nach links und nach links |                                               | Ronco Scigolino (411 m)               | Ronco Scigolino (411 m)               |
| Tunnel · Strecke nach links und nach links |                                               | Ronco Valgrande (23 m)                | Ronco Valgrande (23 m)                |
| Tunnel · Strecke nach links und nach links |                                               | Maccagno superiore (711 m)            | Maccagno superiore (711 m)            |
| Bahnhof · Strecke nach links und nach links | 56,70                                         | Maccagno                              | 218 m s.l.m.                          |
| Tunnel · Strecke nach links und nach links |                                               | Maccagno inferiore (646 m)            | Maccagno inferiore (646 m)            |
| Tunnel · Strecke nach links und nach links |                                               | Rio Rizzolo (132 m)                   | Rio Rizzolo (132 m)                   |
| Tunnel · Strecke nach links und nach links |                                               | Colmagna (412 m)                      | Colmagna (412 m)                      |
| Haltepunkt / Haltestelle · Strecke nach links und nach links |                                               | Colmegna (seit 1983)                  | 213 m s.l.m.                          |
| Tunnel · Strecke nach links und nach links |                                               | Sabbioncella (507 m)                  | Sabbioncella (507 m)                  |
| Tunnel · Strecke nach links und nach links |                                               | Asino (88 m)                          | Asino (88 m)                          |
| Tunnel · Strecke nach links und nach links |                                               | Luino (686 m)                         | Luino (686 m)                         |
| Bahnhof · Betriebsstelle Streckenende, Streckenende, links, links und geradeaus oben | 50,72                                         | Luino Autotransformator               | 203 m s.l.m.                          |
| Strecke |                                               | FS nach Mailand und nach Oleggio S 30 | FS nach Mailand und nach Oleggio S 30 |

Die Bahnstrecke Cadenazzo–Luino ist eine einspurige Eisenbahnstrecke, welche von den Schweizerischen Bundesbahnen (SBB) und der italienischen Rete Ferroviaria Italiana (RFI) betrieben wird. Sie verbindet Bellinzona in der Schweiz mit Luino in Italien und ist eine der drei von der Gotthardbahn-Gesellschaft gebauten südlichen Zubringerstrecken der Gotthardbahn.
Die Strecke zweigt in Cadenazzo von der Bahnstrecke Giubiasco–Locarno ab und dient heute hauptsächlich dem Güterverkehr. Im Personenverkehr wird sie von den TILO-Zügen der S30 bedient.

## Geschichte

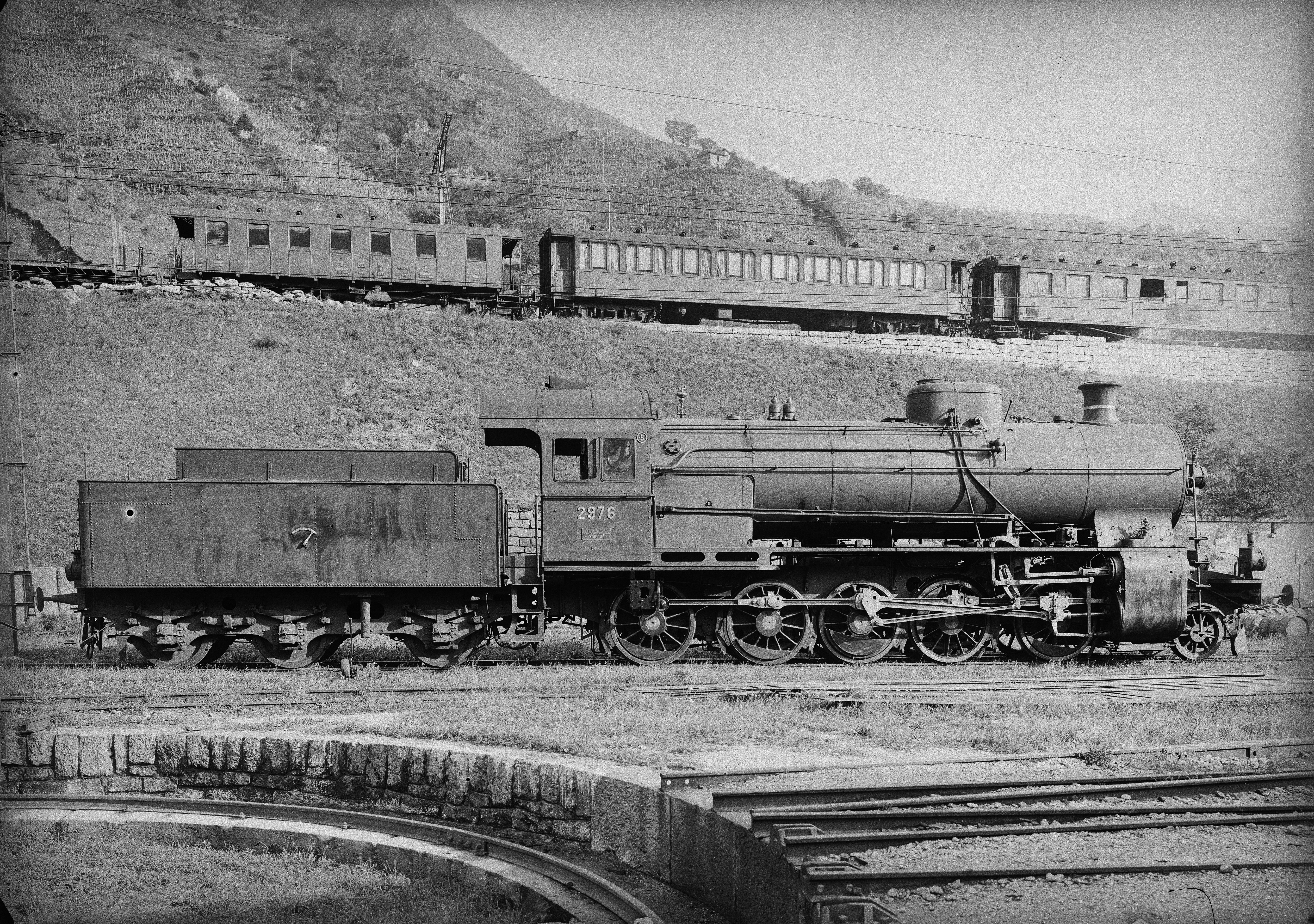
Wegen der späten Elektrifizierung blieb die Strecke nach Luino lange eine Hochburg der Dampflokomotiven C 5/6 – hier in Bellinzona.

Die Luino-Linie wurde am 4. Dezember 1882 von der Gotthardbahn-Gesellschaft eröffnet. Sie war anfangs dazu gedacht, den Gotthardbahn-Verkehr nach Genua aufzunehmen, während der Verkehr nach Mailand via Chiasso fliessen sollte. Sie gehörte zu den letzten mit Dampflokomotiven betriebenen Strecken der SBB, der elektrische Betrieb mit Einphasenwechselstrom 15 kV 16 ⅔ Hz wurde erst am 11. Juni 1960 eingeführt.

### Strategische Ausrichtung gegenüber dem Ceneri-Basistunnel
Die Strecke spielte in den NEAT-Planungen eine grosse Rolle. Der italienische Staat wollte den gesamten Güterverkehr aus dem Piemont und grossen Teilen der Lombardei vorzugsweise via Luino führen. Dies gab im Schweizer Nationalrat Anlass zu Diskussionen über die Notwendigkeit des Ceneri-Basistunnels. Der Bundesrat jedoch erklärte, dass der Ceneri-Tunnel notwendig sei, um den Personenfernverkehr und den Güterverkehr Nordostitaliens via Chiasso zu führen.

### Ausbauten
2014 unterzeichneten die Schweiz und Italien ein Abkommen, um auf der Luino-Strecke einen Viermeter-Korridor für Huckepackzüge zu realisieren. Die Linie ist eine wichtige Zufahrt für den Hupac-Grossterminal in Busto Arsizio-Gallarate. Am 11. Juni 2017 begannen die Bauarbeiten, und die Strecke blieb ein halbes Jahr gesperrt. Sie wurde saniert und für längere Züge und den Transport von 4 Meter hohen Sattelaufliegern hergerichtet. Für den Umleitungsverkehr über die steigungsreiche Simplonsüdrampe und die Monte-Ceneri-Bergstrecke musste SBB Cargo International rund ein Dutzend Re 6/6 und Re 4/4 II anmieten.
Bis Ende 2019 wurde im Gebiet Contone/Quartino eine Doppelspurinsel gebaut, um die Zugfolgezeiten zu verkürzen. Bislang befanden sich auf schweizerischem Gebiet nur im Bahnhof Magadino-Vira Kreuzungs- und Überholgleise, die bereits 2017 verlängert wurden und den Neubau der Vira-Brücke erforderten. Ein Bau solcher Doppelspurinseln ist auf der italienischen Seite aus geologischen Gründen bedeutend schwieriger. Dort bestehen zurzeit in den Bahnhöfen Pino-Tronzano und Maccagno Kreuzungs- und Überholmöglichkeiten.

### Unfälle
Am 5. November 2008 ging im Bahnhof San Nazzaro ein Erdrutsch auf die Geleise nieder. Daraufhin fuhr ein in Richtung Cadenazzo fahrender DB-Güterzug auf den Erdrutsch und entgleiste teilweise. Nebst der Bahninfrastruktur und der führenden Lokomotive wurde auch das Bahnhofsgebäude durch die Mure in Mitleidenschaft gezogen.

## Streckenbeschreibung

### Verlauf
Die Strecke beginnt im Bahnhof Cadenazzo und verläuft bis zur Dienststation Cadenazzo Ovest parallel zur Strecke nach Locarno. Die beiden Gleise wurden ursprünglich als zwei Einspurabschnitte betrieben, bilden heute aber einen rund einen Kilometer langen Doppelspurabschnitt, in dem zwei Spurwechsel eingebaut wurden. Während die Strecke nach Locarno nach Westen in die Magadinoebene abbiegt, folgt die Strecke nach Luino weiterhin den Ausläufern des Monte Ceneri. Ab der Station Magadino-Vira führt die Strecke auf einem kurvenreichen Trasse dem Ufer des Lago Maggiore entlang. Nach Ranzo-Sant’Abbondio wird die Grenze zwischen der Schweiz und Italien überquert. Auf dem knapp 15 Kilometer langen italienischen Streckenabschnitt werden zehn Tunnel durchfahren. Der längste ist 686 Meter lang und liegt kurz vor Luino.
Die maximale Steigung der Strecke beträgt 8 ‰ in Richtung Norden und 10 ‰ in Richtung Süden.

### Eigentumsverhältnisse und Zuständigkeiten

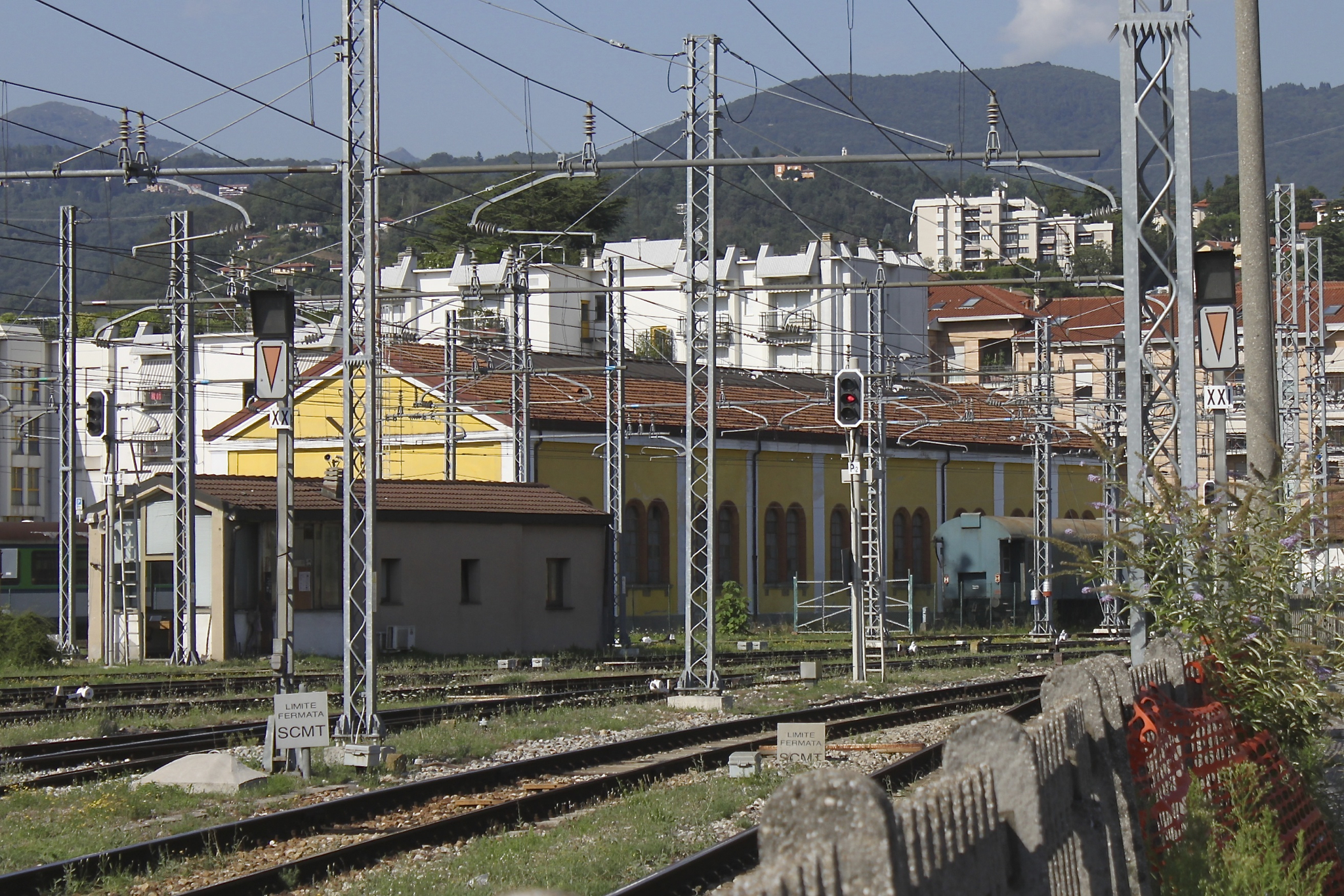
Schweizer Signale und italienische 15-Kilovolt-Fahrleitungen im Bahnhof Luino.

Die Strecke wird von den schweizerischen SBB und der italienischen RFI gemeinsam betrieben. Die Gleisanlagen inklusive Fahrleitung gehören auf schweizerischem Boden den SBB, auf italienischem Boden der RFI, wobei die betreffenden Gesellschaften auch für deren Unterhalt sowie den Betrieb der dazugehörenden Bahnhöfe zuständig sind. Die Kilometrierung der Strecke ist auf der italienischen Seite von Mailand aus gerechnet, auf der schweizerischen Seite von Immensee aus. Auf italienischem Boden liegen 16,4 km, auf schweizerischem 14,9 km der Strecke.
Der Fahrbetrieb der Strecke obliegt bis Luino den SBB. Auf der gesamten Strecke gelten die schweizerischen Fahrdienstvorschriften, und bis zur Einfahrweiche in Luino ist auch nur eine schweizerische Zulassung der Triebfahrzeuge erforderlich. Der Status der notwendigen Zulassungen im Bahnhof Luino ist umstritten. Der Verkehr von der Grenze bis nach Luino ist in einem Staatsvertrag geregelt.

### Elektrischer Betrieb

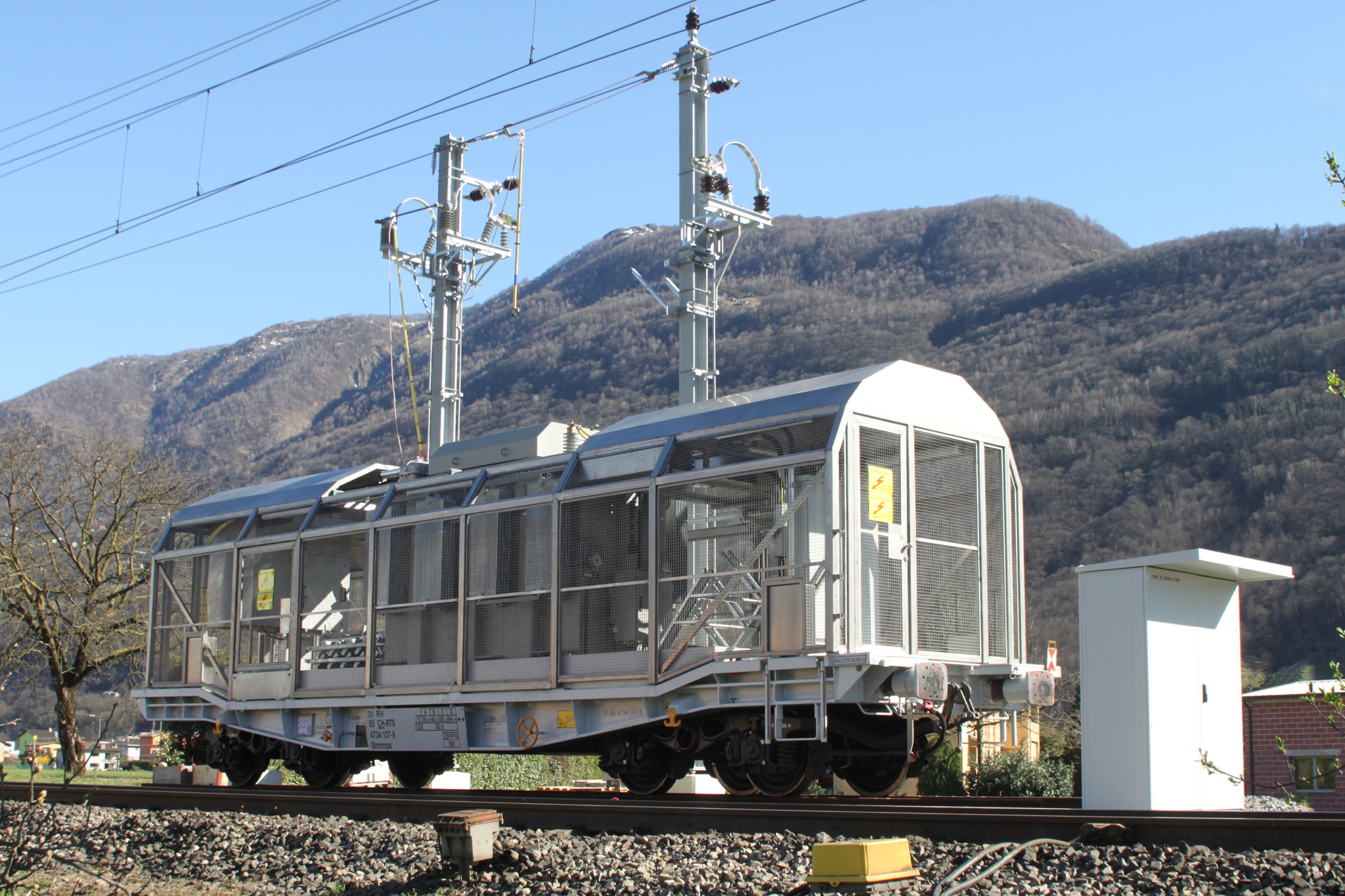
Autotransformator in Cadenazzo Ovest. Aus Platzgründen sind die Transformatoren fahrbar ausgeführt.

Die Luino-Linie wurde im Jahr 1960 als letzte SBB-Strecke dem elektrischen Betrieb übergeben. Die Strecke wird vom Unterwerk Giubiasco bis zum Systemwechselbahnhof Luino im Stich gespeist und wies eine schlechte Spannungsqualität auf. Die Strecke weist zwar keine starken Steigungen auf, aber die langen Einspurabschnitte erfordern eine gute Beschleunigung der schweren Güterzüge. Die Erneuerung der Fahrleitung auf dem italienischen Abschnitt mit einer neuen Hilfsleitung brachte zwar eine Verbesserung, aber der zunehmende Verkehr durch die Inbetriebnahme des Gotthard-Basistunnels erforderte eine weitere Ertüchtigung.
2015 verstärkten die SBB die Stromversorgung mit einem Autotransformatorsystem. Dabei handelt es sich um die erste Anwendung dieser Technik in der Schweiz. Es verwendet eine Übertragungsspannung von 30 kV zwischen der Feederleitung (− 15 kV) und dem Fahrdraht (+ 15 kV) und sorgt für einen geringeren Spannungsabfall entlang der Strecke. Die in Cadenazzo abzweigende Strecke nach Locarno wird wie bisher konventionell einphasig betrieben. Bei einem Ausfall des Unterwerks Cadenazzo ist eine Notspeisung über die Fahrleitungen des Ceneri-Basistunnels möglich.

## Betrieb

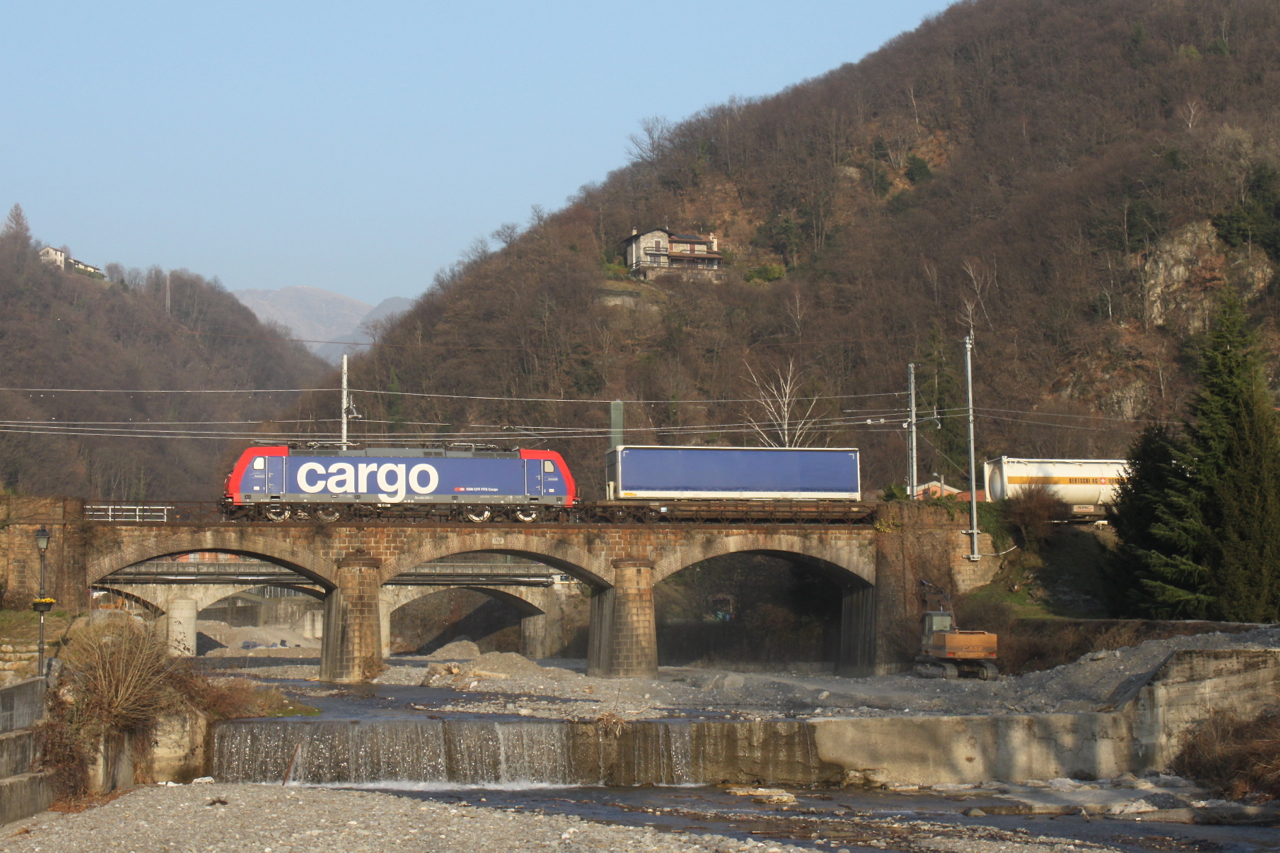
Güterzug mit SBB Re 484 bei Maccagno

Die Strecke dient vorwiegend dem Güterverkehr. Im Personenverkehr verkehrt alle zwei Stunden die S30 der TILO. Die Verbindung ist eine der letzten schweizerischen Strecken, auf denen keine stündlichen Regionalzüge verkehren. Bei Bauarbeiten oder Betriebsstörungen auf anderen Strecken, welche die Umleitung von Güterzügen über Luino erfordern, wird der Personenverkehr oft auf die Strasse verlegt.

### Güterverkehr
Die meisten Gotthard-Güterzüge verkehren via Luino, um einerseits den Grossraum Mailand zu umfahren und andererseits, um den Anschluss an die Güterterminals in Busto Arsizio-Gallarate und Novara sowie des Genueser Hafens zu gewährleisten. Nach der Öffnung des Güterverkehrsmarktes am Gotthard verkehren nebst SBB Cargo noch andere Gesellschaften auf der Linie wie Hupac, RAlpin, TX Logistik, DB Schenker/NordCargo oder BLS Cargo.

### Personenverkehr

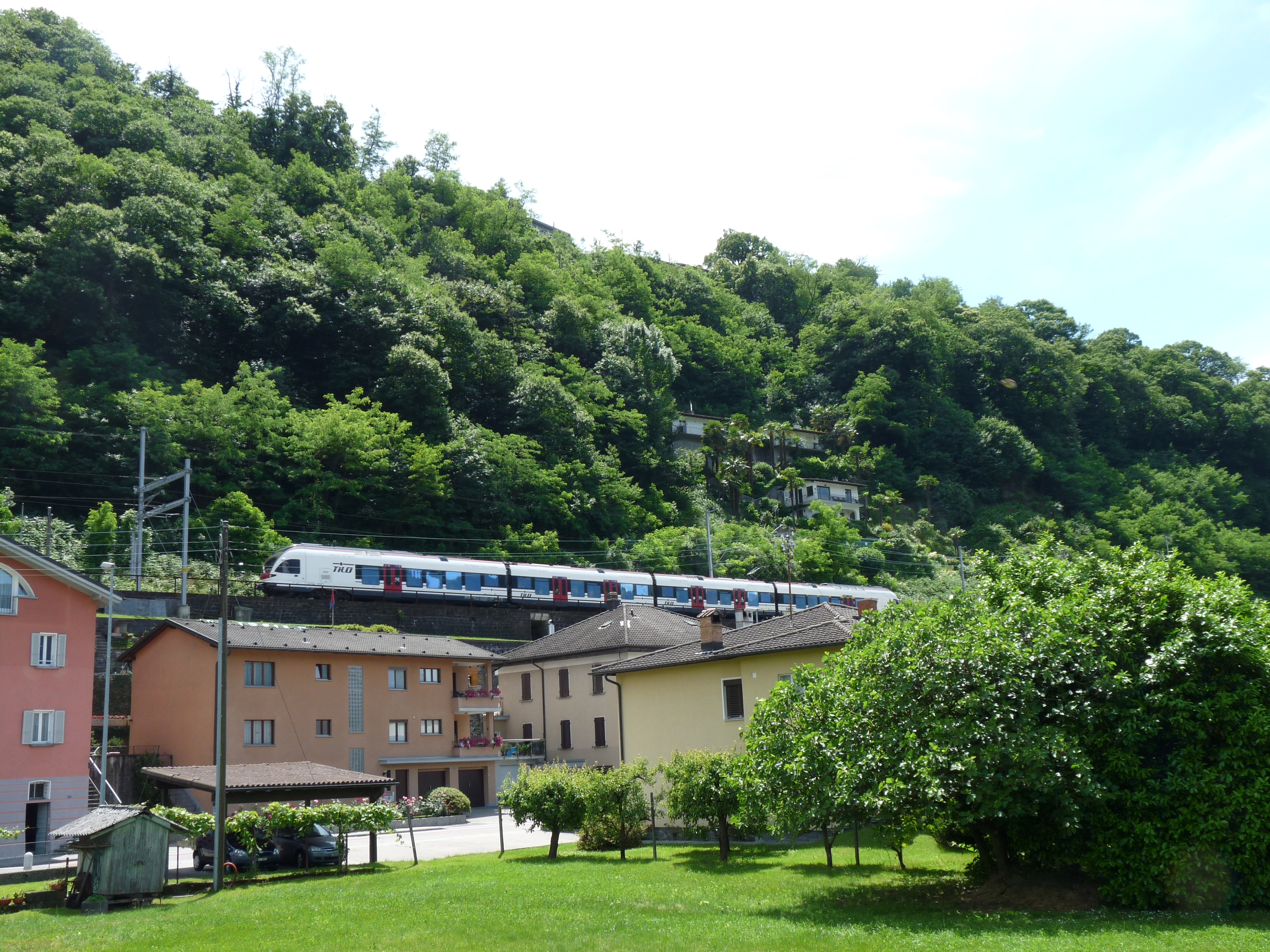
S30 der TILO bei Magadino

Der Personenverkehr geniesst nur eine geringe Bedeutung. Die S30 der TILO verkehrt im Zweistundentakt zwischen Cadenazzo über Luino hinaus nach Gallarate durchgebunden. In Cadenazzo existiert Anschluss an die S20 nach Bellinzona–Castione-Arbedo und Locarno. Vereinzelte S30-Züge verkehren über Cadenazzo hinaus bis nach Bellinzona. Für den am Mittwoch stattfindenden Markt in Luino wird ab Bellinzona zusätzlich zur S30 ein direkter RegioExpress nach Luino und nachmittags wieder zurück angeboten.
2018 wurden Quartino und Gerra (Gambarogno) zu Haltestellen auf Verlangen. In San Nazzaro wurde es nach einer einjährigen Versuchsphase wieder aufgehoben, weil sich der Bahnhof zu einem regionalen Umsteigeknoten entwickeln soll. Bei den SBB haben Haltestellen auf Verlangen im Gegensatz zu Privatbahnen kaum Verbreitung gefunden. Um den Stundentakt für die Dörfer im Gambarogno zu ermöglichen, verkehren zusätzlich Postauto-Kurse zwischen Sant’Antonino und Dirinella.